# Laternaria hobbyi
Laternaria hobbyi är en insektsart som beskrevs av Victor Lallemand 1939. Laternaria hobbyi ingår i släktet Laternaria och familjen lyktstritar. Inga underarter finns listade i Catalogue of Life.